# Lorraine Gary
Lorraine Gary (nacida como Lorraine Gottfried; Nueva York, 16 de agosto de 1937) es una actriz estadounidense, conocida por su papel de Ellen Brody en las películas Tiburón, Tiburón 2 y Tiburón, la venganza. También apareció en las películas 1941 y Car Wash.
Gary nació en Forest Hills, Queens, Nueva York, hija de Betty y George Gottfried, un gerente de negocios de entretenimiento. Gary fue una estrella invitada en siete episodios de la serie de televisión Ironside, entre ellos "Tom Dayton Is Loose Among Us", en el cual interpretó a la sustituta de la bibliotecaria Miss Kirk, quien empuja al inestable Tom Dayton, y "In Search of an Artist", como una mujer con problemas alcohólicos que está involucrada en un asesinato.
Actuó en otras series de televisión, incluyendo Night Gallery, McCloud, Kojak y The F.B.I..
Está casada con el ejecutivo de la industria del entretenimiento Sidney Sheinberg, con quien tuvo dos hijos. El personaje de Lorraine McFly en la trilogía cinematográfica de Back to the Future fue nombrado en honor a Gary. Se retiró por ocho años después de 1941, pero luego regresó para volver a interpretar a Ellen Brody en Tiburón, la venganza. No ha estado en cine ni televisión desde 1987.